# 18.ª etapa del Giro de Italia 2020
La 18.ª etapa del Giro de Italia 2020 tuvo lugar el 22 de octubre de 2020 entre Pinzolo y Laghi di Cancano sobre un recorrido de 207 km y fue ganada por el australiano Jai Hindley del equipo Sunweb. El neerlandés Wilco Kelderman, compañero de equipo del vencedor, se convirtió en el nuevo líder de la carrera.
Durante esta etapa se subió el Paso Stelvio el cual fue la Cima Coppi del Giro 2020, cima que fue coronada por el ciclista australiano Rohan Dennis.

## Clasificación de la etapa
| \| Clasificación de la etapa \| Clasificación de la etapa \| Clasificación de la etapa \| Clasificación de la etapa \| Clasificación de la etapa \| \| Ciclista \| Ciclista \| Equipo \| Tiempo \| \| \| ------------------------- \| ------------------------- \| ------------------------- \| ------------------------- \| ------------------------- \| \| 1.º \| Jai Hindley \| Team Sunweb \| 6 h 03 min 03 s \| \| \| 2.º \| Tao Geoghegan Hart \| Ineos Grenadiers \| + 0 s \| \| \| 3.º \| Pello Bilbao \| Bahrain McLaren \| + 46 s \| \| \| 4.º \| Jakob Fuglsang \| Astana \| + 1 min 25 s \| \| \| 5.º \| Wilco Kelderman \| Team Sunweb \| + 2 min 18 s \| \| \| 6.º \| Patrick Konrad \| Bora-Hansgrohe \| + 4 min 04 s \| \| \| 7.º \| João Almeida \| Deceuninck-Quick Step \| + 4 min 51 s \| \| \| 8.º \| Vincenzo Nibali \| Trek-Segafredo \| + 4 min 51 s \| \| \| 9.º \| Hermann Pernsteiner \| Bahrain McLaren \| + 4 min 51 s \| \| \| 10.º \| Fausto Masnada \| Deceuninck-Quick Step \| + 4 min 55 s \| \| |                     |                       |                 |
| |                     |                       |                 |
| Fuente: ProCyclingStats |                     |                       |                 |
| Clasificación de la etapa |                     |                       |                 |
| Ciclista | Ciclista            | Equipo                | Tiempo          |
| 1.º | Jai Hindley         | Team Sunweb           | 6 h 03 min 03 s |
| 2.º | Tao Geoghegan Hart  | Ineos Grenadiers      | + 0 s           |
| 3.º | Pello Bilbao        | Bahrain McLaren       | + 46 s          |
| 4.º | Jakob Fuglsang      | Astana                | + 1 min 25 s    |
| 5.º | Wilco Kelderman     | Team Sunweb           | + 2 min 18 s    |
| 6.º | Patrick Konrad      | Bora-Hansgrohe        | + 4 min 04 s    |
| 7.º | João Almeida        | Deceuninck-Quick Step | + 4 min 51 s    |
| 8.º | Vincenzo Nibali     | Trek-Segafredo        | + 4 min 51 s    |
| 9.º | Hermann Pernsteiner | Bahrain McLaren       | + 4 min 51 s    |
| 10.º | Fausto Masnada      | Deceuninck-Quick Step | + 4 min 55 s    |

## Clasificaciones al final de la etapa

### Clasificación general(Maglia Rosa)
| \| Clasificación general \| Clasificación general \| Clasificación general \| Clasificación general \| Clasificación general \| \| Ciclista \| Ciclista \| Equipo \| Tiempo \| \| \| --------------------- \| --------------------- \| --------------------- \| --------------------- \| --------------------- \| \| 1.º \| Wilco Kelderman \| Team Sunweb \| 77 h 46 min 56 s \| \| \| 2.º \| Jai Hindley \| Team Sunweb \| + 12 s \| \| \| 3.º \| Tao Geoghegan Hart \| Ineos Grenadiers \| + 15 s \| \| \| 4.º \| Pello Bilbao \| Bahrain McLaren \| + 1 min 19 s \| \| \| 5.º \| João Almeida \| Deceuninck-Quick Step \| + 2 min 16 s \| \| \| 6.º \| Jakob Fuglsang \| Astana \| + 3 min 59 s \| \| \| 7.º \| Patrick Konrad \| Bora-Hansgrohe \| + 5 min 40 s \| \| \| 8.º \| Vincenzo Nibali \| Trek-Segafredo \| + 5 min 48 s \| \| \| 9.º \| Fausto Masnada \| Deceuninck-Quick Step \| + 6 min 46 s \| \| \| 10.º \| Rafał Majka \| Bora-Hansgrohe \| + 7 min 28 s \| \| |                    |                       |                  |
| |                    |                       |                  |
| Fuente: ProCyclingStats |                    |                       |                  |
| Clasificación general |                    |                       |                  |
| Ciclista | Ciclista           | Equipo                | Tiempo           |
| 1.º | Wilco Kelderman    | Team Sunweb           | 77 h 46 min 56 s |
| 2.º | Jai Hindley        | Team Sunweb           | + 12 s           |
| 3.º | Tao Geoghegan Hart | Ineos Grenadiers      | + 15 s           |
| 4.º | Pello Bilbao       | Bahrain McLaren       | + 1 min 19 s     |
| 5.º | João Almeida       | Deceuninck-Quick Step | + 2 min 16 s     |
| 6.º | Jakob Fuglsang     | Astana                | + 3 min 59 s     |
| 7.º | Patrick Konrad     | Bora-Hansgrohe        | + 5 min 40 s     |
| 8.º | Vincenzo Nibali    | Trek-Segafredo        | + 5 min 48 s     |
| 9.º | Fausto Masnada     | Deceuninck-Quick Step | + 6 min 46 s     |
| 10.º | Rafał Majka        | Bora-Hansgrohe        | + 7 min 28 s     |

### Clasificación por puntos(Maglia Ciclamino)
| Clasificación por puntos | Clasificación por puntos | Clasificación por puntos    | Clasificación por puntos | Clasificación por puntos |
| Ciclista                 | Ciclista                 | Equipo                      | Puntos                   |                          |
| ------------------------ | ------------------------ | --------------------------- | ------------------------ | ------------------------ |
| 1.º                      | Arnaud Démare            | Groupama-FDJ                | 221 pts                  |                          |
| 2.º                      | Peter Sagan              | Bora-Hansgrohe              | 184 pts                  |                          |
| 3.º                      | João Almeida             | Deceuninck-Quick Step       | 90 pts                   |                          |
| 4.º                      | Diego Ulissi             | UAE Team Emirates           | 77 pts                   |                          |
| 5.º                      | Filippo Ganna            | Ineos Grenadiers            | 72 pts                   |                          |
| 6.º                      | Andrea Vendrame          | AG2R La Mondiale            | 66 pts                   |                          |
| 7.º                      | Patrick Konrad           | Bora-Hansgrohe              | 56 pts                   |                          |
| 8.º                      | Tao Geoghegan Hart       | Ineos Grenadiers            | 51 pts                   |                          |
| 9.º                      | Simon Pellaud            | Androni Giocattoli-Sidermec | 50 pts                   |                          |
| 10.º                     | Thomas de Gendt          | Lotto-Soudal                | 48 pts                   |                          |

### Clasificación de la montaña(Maglia Azzurra)
| Clasificación de la montaña | Clasificación de la montaña | Clasificación de la montaña | Clasificación de la montaña | Clasificación de la montaña |
| Ciclista                    | Ciclista                    | Equipo                      | Puntos                      |                             |
| --------------------------- | --------------------------- | --------------------------- | --------------------------- | --------------------------- |
| 1.º                         | Ruben Guerreiro             | EF Pro Cycling              | 234 pts                     |                             |
| 2.º                         | Thomas de Gendt             | Lotto-Soudal                | 122 pts                     |                             |
| 3.º                         | Tao Geoghegan Hart          | Ineos Grenadiers            | 115 pts                     |                             |
| 4.º                         | Rohan Dennis                | Ineos Grenadiers            | 103 pts                     |                             |
| 5.º                         | Ben O'Connor                | NTT Pro Cycling             | 71 pts                      |                             |
| 6.º                         | Wilco Kelderman             | Team Sunweb                 | 54 pts                      |                             |
| 7.º                         | Jai Hindley                 | Team Sunweb                 | 52 pts                      |                             |
| 8.º                         | Filippo Ganna               | Ineos Grenadiers            | 48 pts                      |                             |
| 9.º                         | Jonathan Castroviejo        | Ineos Grenadiers            | 45 pts                      |                             |
| 10.º                        | Jonathan Caicedo            | EF Pro Cycling              | 40 pts                      |                             |

### Clasificación de los jóvenes(Maglia Bianca)
| Clasificación del mejor joven | Clasificación del mejor joven | Clasificación del mejor joven | Clasificación del mejor joven | Clasificación del mejor joven |
| Ciclista                      | Ciclista                      | Equipo                        | Tiempo                        |                               |
| ----------------------------- | ----------------------------- | ----------------------------- | ----------------------------- | ----------------------------- |
| 1.º                           | Jai Hindley                   | Team Sunweb                   | 77 h 47 min 08 s              |                               |
| 2.º                           | Tao Geoghegan Hart            | Ineos Grenadiers              | + 3 s                         |                               |
| 3.º                           | João Almeida                  | Deceuninck-Quick Step         | + 2 min 04 s                  |                               |
| 4.º                           | Sergio Samitier               | Movistar Team                 | + 26 min 00 s                 |                               |
| 5.º                           | Brandon McNulty               | UAE Team Emirates             | + 33 min 00 s                 |                               |
| 6.º                           | James Knox                    | Deceuninck-Quick Step         | + 34 min 37 s                 |                               |
| 7.º                           | Aurélien Paret-Peintre        | AG2R La Mondiale              | + 40 min 59 s                 |                               |
| 8.º                           | Sam Oomen                     | Team Sunweb                   | + 53 min 33 s                 |                               |
| 9.º                           | Ben O'Connor                  | NTT Pro Cycling               | + 1 h 00 min 00 s             |                               |
| 10.º                          | Matteo Fabbro                 | Bora-Hansgrohe                | + 1 h 00 min 46 s             |                               |

### Clasificación por equipos"Súper team"
| Clasificación por equipos | Clasificación por equipos | Clasificación por equipos | Clasificación por equipos |
| Equipo                    | Equipo                    | Tiempo                    |                           |
| ------------------------- | ------------------------- | ------------------------- | ------------------------- |
| 1.º                       | Ineos Grenadiers          | 233 h 28 min 48 s         |                           |
| 2.º                       | Bahrain McLaren           | + 28 min 01 s             |                           |
| 3.º                       | Team Sunweb               | + 28 min 37 s             |                           |
| 4.º                       | Deceuninck-Quick Step     | + 34 min 56 s             |                           |
| 5.º                       | Bora-Hansgrohe            | + 51 min 45 s             |                           |
| 6.º                       | Astana                    | + 1 h 51 min 58 s         |                           |
| 7.º                       | NTT Pro Cycling           | + 1 h 55 min 52 s         |                           |
| 8.º                       | AG2R La Mondiale          | + 1 h 59 min 25 s         |                           |
| 9.º                       | Movistar Team             | + 2 h 05 min 30 s         |                           |
| 10.º                      | Trek-Segafredo            | + 2 h 39 min 52 s         |                           |

## Abandonos
- Giovanni Visconti no tomó la salida a causa de una tendinitis.[2]
- Manuele Boaro por una caída durante la etapa.[3]